# Yakoruda Glacier
Yakoruda Glacier är en glaciär i Antarktis. Den ligger i Sydshetlandsöarna. Argentina, Chile och Storbritannien gör anspråk på området. Yakoruda Glacier ligger 164 meter över havet.
Terrängen runt Yakoruda Glacier är kuperad åt sydost, men åt nordväst är den platt. Havet är nära Yakoruda Glacier åt nordväst. Trakten är glest befolkad. Närmaste befolkade plats är Maldonado Station, 10,7 kilometer öster om Yakoruda Glacier. 